# Дискографія Infinite
Південнокорейський гурт Infinite випустив шість студійних альбомів, дві збірки, два концертних альбоми, два перевидання, шість мініальбомів, два сингл-альбоми та двадцять дев'ять синглів. Гурт дебютував в Південній Кореї в червні 2010 року з мініальбомом First Invasion і в Японії в листопаді 2011 року з японською версією пісні «BTD (Before the Dawn)», випущеною як сингл.

## Альбоми

### Студійні альбоми
| Назва                                                                            | Деталі альбому | Пікові позиції у чартах | Пікові позиції у чартах | Продажі                                     |
| Назва                                                                            | Деталі альбому | KOR                     | JPN                     | Продажі                                     |
| -------------------------------------------------------------------------------- | --- | ----------------------- | ----------------------- | ------------------------------------------- |
| Over the Top                                                                     | - Реліз: 21 липня 2011 - Лейбл: Woollim Entertainment, CJ E&M - Формат: CD, цифрове завантаження | 2                       | —                       | - Південна Корея: 57,763                    |
| Koi ni Ochiru Toki                                                               | - Реліз: 5 червня 2013 - Лейбл: Universal D, Woollim Contests - Формат: CD, цифрове завантаження | —                       | 1                       | - Японія: 76,530+                           |
| Season 2                                                                         | - Реліз: 21 травня 2014 - Лейбл: Woollim Entertainment, LOEN Entertainment - Формат: CD, цифрове завантаження | 1                       | 18                      | - Південна Корея: 158,516 - Японія: 19,598+ |
| For You                                                                          | - Реліз: 16 грудня 2015 - Лейбл: Delicious Deli Records, Woollim Contests - Формат: CD, цифрове завантаження Трек-лист 1. «Can’t Get Over You» 2. «Love of My Life» 3. «Bad» (Japanese Ver.) 4. «Dilemma» 5. «Just Another Lonely Night» 6. «Between Me & You» (Japanese Ver.) 7. «Last Romeo ~Kimi ga Ireba Ii~» (～君がいればいい～) 8. «For You» 9. «Nothing's Over» (Japanese Ver.) 10. «24 Hours» (24時間) 11. «Back» (Japanese Ver.) | —                       | 3                       | - Японія: 26,851                            |
| Air                                                                              | - Реліз: 24 травня 2017 - Лейбл: Delicious Deli Records, Woollim Contests - Формат: CD, цифрове завантаження Трек-лист 1. «Air» (Japanese Ver.) 2. «One Day» (Japanese Ver.) 3. «Zero» (Japanese Ver.) 4. «Toki» 5. «Thank You» (Japanese Ver.) 6. «The Eye» (Japanese Ver.) 7. «After Dark» 8. «Waiting for the Moment» 9. «Man In Love» (Ava1anche Remix) 10. «Be Mine» (Ava1anche Remix) 11. «True Love» (Japanese Ver.)                | —                       | 6                       | - Японія: 22,528                            |
| Top Seed                                                                         | - Реліз: 8 січня 2018 - Лейбл: Woollim Entertainment, LOEN Entertainment - Формат: CD, цифрове завантаження | 1                       | 17                      | - Південна Корея: 81,703 - Японія: 3,346    |
| «—» релізи, що не потрапили у чарти або не були випущені у відповідних регіонах. | |                         |                         |                                             |

### Збірки
| Назва                                                                            | Деталі альбому                                                                                               | Пікові позиції у чартах | Пікові позиції у чартах | Продажі                  |
| Назва                                                                            | Деталі альбому                                                                                               | KOR                     | JPN                     | Продажі                  |
| -------------------------------------------------------------------------------- | --- | ----------------------- | ----------------------- | ------------------------ |
| The Origin                                                                       | - Реліз: 10 квітня 2014 - Лейбл: Woollim Entertainment - Формат: CD, цифрове завантаження                    | —                       | —                       | - Південна Корея: 29,950 |
| Best of Infinite                                                                 | - Реліз: 31 серпня 2016 - Лейбл: Delicious Deli Records, Woollim Contests - Формат: CD, цифрове завантаження | —                       | 3                       | - Японія: 14,335+        |
| «—» релізи, що не потрапили у чарти або не були випущені у відповідних регіонах. | |                         |                         |                          |

### Живі альбоми
| Назва                        | Деталі альбому                                                                               | Пікові позиції у чартах | Пікові позиції у чартах | Продажі                  |
| Назва                        | Деталі альбому                                                                               | KOR                     | JPN                     | Продажі                  |
| ---------------------------- | -------------------------------------------------------------------------------------------- | ----------------------- | ----------------------- | ------------------------ |
| One Great Step Returns Live  | - Реліз: 9 квітня 2015 - Лейбл: Woollim Entertainment - Формат: CD, цифрове завантаження     | 3                       | —                       | - Південна Корея: 13,248 |
| Infinite Effect Advance Live | - Реліз: 10 листопада 2016 - Лейбл: Woollim Entertainment - Формат: CD, цифрове завантаження | —                       | —                       |                          |

### Перевидання
| Назва    | Деталі альбому                                                                                               | Пікові позиції у чартах | Пікові позиції у чартах | Продажі                   |
| Назва    | Деталі альбому                                                                                               | KOR                     | JPN                     | Продажі                   |
| -------- | --- | ----------------------- | ----------------------- | ------------------------- |
| Paradise | - Реліз: 26 вересня 2011 - Лейбл: Woollim Entertainment, CJ E&M - Формат: CD, цифрове завантаження           | 1                       | —                       | - Південна Корея: 135,829 |
| Be Back  | - Реліз: 22 липня 2014 - Лейбл: Woollim Entertainment, LOEN Entertainment - Формат: CD, цифрове завантаження | 1                       | —                       | - Південна Корея: 99,522  |

### Сингл-альбоми
| Назва    | Деталі альбому                                                                                     | Пікові позиції у чартах | Продажі                   |
| Назва    | Деталі альбому                                                                                     | KOR                     | Продажі                   |
| -------- | -------------------------------------------------------------------------------------------------- | ----------------------- | ------------------------- |
| Inspirit | - Реліз: 17 березня 2011 - Лейбл: Woollim Entertainment, CJ E&M - Формат: CD, цифрове завантаження | 3                       | - Південна Корея: 69,588  |
| Destiny  | - Реліз: 16 липня 2013 - Лейбл: Woollim Entertainment, CJ E&M - Формат: CD, цифрове завантаження   | 1                       | - Південна Корея: 166,613 |

## Мініальбоми
| Назва                                                                            | Деталі альбому                                                                                                 | Пікові позиції у чартах | Пікові позиції у чартах | Продажі                                     |
| Назва                                                                            | Деталі альбому                                                                                                 | KOR                     | JPN                     | Продажі                                     |
| -------------------------------------------------------------------------------- | --- | ----------------------- | ----------------------- | ------------------------------------------- |
| First Invasion                                                                   | - Реліз: 9 червня 2010 - Лейбл: Woollim Entertainment, CJ E&M - Формат: CD, цифрове завантаження               | 10                      | —                       | - Південна Корея: 52,496                    |
| Evolution                                                                        | - Реліз: 6 січня 2011 - Лейбл: Woollim Entertainment, CJ E&M - Формат: CD, цифрове завантаження                | 3                       | —                       | - Південна Корея: 70,426                    |
| Infinitize                                                                       | - Реліз: 15 травня 2012 - Лейбл: Woollim Entertainment, LOEN Entertainment - Формат: CD, цифрове завантаження  | 2                       | —                       | - Південна Корея: 163,339 - Японія: 13,345+ |
| New Challenge                                                                    | - Реліз: 21 березня 2013 - Лейбл: Woollim Entertainment, LOEN Entertainment - Формат: CD, цифрове завантаження | 1                       | 16                      | - Південна Корея: 168,067 - Японія: 16,452+ |
| Reality                                                                          | - Реліз: 13 липня 2015 - Лейбл: Woollim Entertainment, LOEN Entertainment - Формат: CD, цифрове завантаження   | 1                       | 13                      | - Південна Корея: 153,280 - Японія: 7,088+  |
| Infinite Only                                                                    | - Реліз: 19 вересня 2016 - Лейбл: Woollim Entertainment, LOEN Entertainment - Формат: CD, цифрове завантаження | 1                       | 14                      | - Південна Корея: 130,299 - Японія: 5,932   |
| «—» релізи, що не потрапили у чарти або не були випущені у відповідних регіонах. | |                         |                         |                                             |

## Сингли
| Назва | Рік       | Пікові позиції у чартах | Пікові позиції у чартах | Пікові позиції у чартах | Пікові позиції у чартах | Пікові позиції у чартах | Пікові позиції у чартах | Продажі                     | Альбом                     |           |           |           |
| Назва | Рік       | KOR                     | KOR                     | JPN                     | JPN                     | JPN                     | US World                | Продажі                     | Альбом                     |           |           |           |
| Назва | Рік       | Gaon                    | Hot                     | Oricon                  | Hot                     | RIAJ                    | US World                | Продажі                     | Альбом                     |           |           |           |
| Корейські | Корейські | Корейські               | Корейські               | Корейські               | Корейські               | Корейські               | Корейські               | Корейські                   | Корейські                  | Корейські | Корейські | Корейські |
| --- | --------- | ----------------------- | ----------------------- | ----------------------- | ----------------------- | ----------------------- | ----------------------- | --------------------------- | -------------------------- | --------- | --------- | --------- |
| «Come Back Again» | 2010      | 67                      | —                       | —                       | —                       | —                       | —                       | Н/Д                         | First Invasion             |           |           |           |
| «She's Back» | 2010      | 66                      | —                       | —                       | —                       | —                       | —                       | Н/Д                         | First Invasion             |           |           |           |
| «Voice Of My Heart» | 2010      | 95                      | —                       | —                       | —                       | —                       | —                       | Н/Д                         | Evolution                  |           |           |           |
| «BTD (Before the Dawn)» | 2011      | 45                      | —                       | —                       | —                       | —                       | —                       | - Південна Корея: 50,425    | Evolution                  |           |           |           |
| «Nothing's Over» | 2011      | 22                      | —                       | —                       | —                       | —                       | —                       | - Південна Корея: 711,973   | Inspirit                   |           |           |           |
| «Can U Smile» (Broadcasting ver.) | 2011      | 38                      | —                       | —                       | —                       | —                       | —                       | - Південна Корея: 202,338   | Сингл без альбому          |           |           |           |
| «Be Mine» | 2011      | 12                      | 10                      | —                       | —                       | —                       | —                       | - Південна Корея: 2,116,727 | Over The Top               |           |           |           |
| «Paradise» | 2011      | 3                       | 6                       | —                       | —                       | —                       | —                       | - Південна Корея: 1,637,674 | Paradise                   |           |           |           |
| «White Confession (Lately)» | 2011      | 6                       | 9                       | —                       | —                       | —                       | —                       | - Південна Корея: 911,961   | «Lately» (single)          |           |           |           |
| «Cover Girl» (Live ver.) | 2012      | 63                      | 52                      | —                       | —                       | —                       | —                       | - Південна Корея: 237,941   | «Second Invasion» (single) |           |           |           |
| «Only Tears» | 2012      | 14                      | 28                      | —                       | —                       | —                       | —                       | - Південна Корея: 323,242   | Infinitize                 |           |           |           |
| «The Chaser» | 2012      | 7                       | 8                       | —                       | —                       | —                       | —                       | - Південна Корея: 1,552,934 | Infinitize                 |           |           |           |
| «Man in Love» | 2013      | 6                       | 6                       | —                       | —                       | —                       | 8                       | - Південна Корея: 742,440   | New Challenge              |           |           |           |
| «Destiny» | 2013      | 3                       | 3                       | —                       | —                       | —                       | —                       | - Південна Корея: 529,745   | Destiny                    |           |           |           |
| «Last Romeo» | 2014      | 7                       | 8                       | —                       | —                       | —                       | 8                       | - Південна Корея: 374,159   | Season 2                   |           |           |           |
| «Back» | 2014      | 2                       | Н/Д                     | —                       | —                       | —                       | 4                       | - Південна Корея: 401,171   | Be Back                    |           |           |           |
| «Bad» | 2015      | 6                       | Н/Д                     | —                       | —                       | —                       | —                       | - Південна Корея: 374,040   | Reality                    |           |           |           |
| «That Summer (The Second Story)» | 2016      | 67                      | Н/Д                     | —                       | —                       | —                       | —                       | - Південна Корея: 49,005    | «That Summer 3» (сингл)    |           |           |           |
| «The Eye» | 2016      | 8                       | Н/Д                     | —                       | —                       | —                       | 3                       | - Південна Корея: 324,967   | Infinite Only              |           |           |           |
| «Tell Me» | 2018      | 15                      | 10                      | —                       | —                       | —                       | 19                      | Н/Д                         | Top Seed                   |           |           |           |
| «Clock» | 2019      | 114                     | —                       | —                       | —                       | —                       | —                       | Н/Д                         | Сингл без альбому          |           |           |           |
| Японські |           |                         |                         |                         |                         |                         |                         |                             |                            |           |           |           |
| «BTD (Before the Dawn)» | 2011      | —                       | —                       | 7                       | 20                      | 6                       |                         | - Японія: 26,333            | Koi ni Ochiru Toki         |           |           |           |
| «Be Mine» | 2012      | —                       | —                       | 2                       | 3                       | —                       |                         | - Японія: 57,073            | Koi ni Ochiru Toki         |           |           |           |
| «She's Back» | 2012      | —                       | —                       | 3                       | 4                       | —                       |                         | - Японія: 44,137            | Koi ni Ochiru Toki         |           |           |           |
| «Last Romeo ~Kimi ga ireba ī~» | 2014      | —                       | —                       | 2                       | 3                       | —                       |                         | - Японія: 49,003            | For You                    |           |           |           |
| «Dilemma» | 2014      | —                       | —                       | 3                       | 7                       | —                       |                         | - Японія: 51,522            | For You                    |           |           |           |
| «24 Jikan» | 2015      | —                       | —                       | 3                       | 4                       | —                       |                         | - Японія: 56,266            | For You                    |           |           |           |
| «Can't Get Over You» | 2015      | —                       | —                       | —                       | —                       | —                       |                         | - Японія: 22,877            | For You                    |           |           |           |
| «D.N.A» | 2016      | —                       | —                       | —                       | —                       | —                       |                         | - Японія: 11,325            | Best of Infinite           |           |           |           |
| «Air» (Japanese ver.) | 2017      | —                       | —                       | —                       | —                       | —                       |                         | - Японія: 21,856            | Air                        |           |           |           |
| «Clock» (Japanese ver.) | 2019      | —                       | —                       | —                       | —                       | —                       | —                       | Н/Д                         | Сингл без альбому          |           |           |           |
| «—» релізи, що не потрапили у чарти або не були випущені у відповідних регіонах. Чарт Billboard Korea K-Pop Hot 100 був закритий з 16 липня 2014. |           |                         |                         |                         |                         |                         |                         |                             |                            |           |           |           |

## Промо-сингли
| Назва     | Рік  | Пікові позиції у чартах | Пікові позиції у чартах | Продаж                   | Альбом                  |
| Назва     | Рік  | KOR                     | KOR Hot                 | Продаж                   | Альбом                  |
| --------- | ---- | ----------------------- | ----------------------- | ------------------------ | ----------------------- |
| «Request» | 2013 | 40                      | 50                      | - Південна Корея: 96,177 | «Galaxy Music» (single) |

## Інші пісні у чартах
| Назва                                 | Рік  | Пікові позиції у чартах | Пікові позиції у чартах | Продажі                   | Альбом        |
| Назва                                 | Рік  | KOR                     | KOR Hot                 | Продажі                   | Альбом        |
| ------------------------------------- | ---- | ----------------------- | ----------------------- | ------------------------- | ------------- |
| «3분의1» (⅓)                          | 2011 | 133                     | —                       | - Південна Корея: 76,751  | Over the Top  |
| «Tic Toc»                             | 2011 | 142                     | —                       | - Південна Корея: 63,340  | Over the Top  |
| «Julia»                               | 2011 | 161                     | —                       | - Південна Корея: 43,890  | Over the Top  |
| «Because» (Sungkyu Solo)              | 2011 | 199                     | —                       | - Південна Корея: 34,246  | Over the Top  |
| «시간아» («Time» — WooHyun Solo)      | 2011 | 176                     | —                       | - Південна Корея: 41,910  | Over the Top  |
| «Amazing»                             | 2011 | 175                     | —                       | - Південна Корея: 46,104  | Over the Top  |
| «Crying» (Infinite H Feat. Baby Soul) | 2011 | 180                     | —                       | - Південна Корея: 34,841  | Over the Top  |
| «Real Story»                          | 2011 | 198                     | —                       | - Південна Корея: 32,772  | Over the Top  |
| «Cover Girl»                          | 2011 | 80                      | —                       | - Південна Корея: 92,136  | Paradise      |
| «Infinitize»                          | 2012 | 111                     | —                       | - Південна Корея: 33,317  | Infinitize    |
| «Feel So Bad»                         | 2012 | 48                      | 89                      | - Південна Корея: 92,635  | Infinitize    |
| «That Year's Summer»                  | 2012 | 56                      | 68                      | - Південна Корея: 183,779 | Infinitize    |
| «I Like You»                          | 2012 | 62                      | 98                      | - Південна Корея: 78,389  | Infinitize    |
| «With…»                               | 2012 | 80                      | —                       | - Південна Корея: 52,771  | Infinitize    |
| «Welcome to Our Dream»                | 2013 | 68                      | 95                      | - Південна Корея: 42,821  | New Challenge |
| «As Good As It Gets»                  | 2013 | 33                      | 33                      | - Південна Корея: 97,372  | New Challenge |
| «Still I Miss You»                    | 2013 | 31                      | 22                      | - Південна Корея: 139,884 | New Challenge |
| «Beautiful»                           | 2013 | 38                      | 44                      | - Південна Корея: 73,875  | New Challenge |
| «60 Seconds» (Infinite version)       | 2013 | 44                      | 64                      | - Південна Корея: 69,653  | New Challenge |
| «An Inconvenient Truth»               | 2013 | 39                      | 52                      | - Південна Корея: 85,500  | New Challenge |
| «Inception»                           | 2013 | 34                      | 53                      | - Південна Корея: 94,471  | Destiny       |
| «Going to You»                        | 2013 | 37                      | 63                      | - Південна Корея: 78,827  | Destiny       |
| «Mom»                                 | 2013 | 46                      | 79                      | - Південна Корея: 62,448  | Destiny       |
| «Season 2»                            | 2014 | —                       | —                       | - Південна Корея: 35,920  | Season 2      |
| «Follow Me»                           | 2014 | 55                      | 63                      | - Південна Корея: 66,686  | Season 2      |
| «Rosinante»                           | 2014 | 58                      | 84                      | - Південна Корея: 68,308  | Season 2      |
| «Breath»                              | 2014 | 61                      | 92                      | - Південна Корея: 32,376  | Season 2      |
| «Light» (Sungkyu Solo)                | 2014 | 57                      | 77                      | - Південна Корея: 57,458  | Season 2      |
| «Alone» (Infinite H)                  | 2014 | 56                      | 59                      | - Південна Корея: 58,438  | Season 2      |
| «Memories»                            | 2014 | 54                      | 67                      | - Південна Корея: 67,766  | Season 2      |
| «A Person Like Me»                    | 2014 | 74                      | —                       | - Південна Корея: 49,151  | Season 2      |
| «Reflex»                              | 2014 | 71                      | 100                     | - Південна Корея: 48,276  | Season 2      |
| «Crazy» (Infinite F)                  | 2014 | 75                      | —                       | - Південна Корея: 45,356  | Season 2      |
| «Close Your Eyes» (Woohyun Solo)      | 2014 | 73                      | 99                      | - Південна Корея: 47,782  | Season 2      |
| «Shower»                              | 2014 | 67                      | 98                      | - Південна Корея: 63,609  | Season 2      |
| «Diamond»                             | 2014 | 20                      | Н/Д                     | - Південна Корея: 87,441  | Be Back       |
| «Betting»                             | 2015 | 57                      | Н/Д                     | - Південна Корея: 43,904  | Reality       |
| «Moonlight»                           | 2015 | 24                      | Н/Д                     | - Південна Корея: 100,946 | Reality       |
| «Walk to Remember»                    | 2015 | 38                      | Н/Д                     | - Південна Корея: 66,725  | Reality       |
| «Between Me and You»                  | 2015 | 33                      | Н/Д                     | - Південна Корея: 90,385  | Reality       |
| «Love Letter»                         | 2015 | 36                      | Н/Д                     | - Південна Корея: 80,614  | Reality       |
| «Up to You»                           | 2015 | 46                      | Н/Д                     | - Південна Корея: 62,822  | Reality       |
| «Eternity»                            | 2016 | 77                      | Н/Д                     | - Південна Корея: 27,661  | Infinite Only |
| «AIR»                                 | 2016 | 52                      | Н/Д                     | - Південна Корея: 39,897  | Infinite Only |
| «One Day»                             | 2016 | 49                      | Н/Д                     | - Південна Корея: 41,961  | Infinite Only |
| «True Love»                           | 2016 | 57                      | Н/Д                     | - Південна Корея: 37,441  | Infinite Only |
| «Thank You»                           | 2016 | 56                      | Н/Д                     | - Південна Корея: 37,989  | Infinite Only |
| «Zero»                                | 2016 | 61                      | Н/Д                     | - Південна Корея: 35,304  | Infinite Only |
| «Begin»                               | 2018 | —                       | —                       | Н/Д                       | Top Seed      |
| «Synchronise»                         | 2018 | —                       | —                       | Н/Д                       | Top Seed      |
| «No More»                             | 2018 | —                       | —                       | Н/Д                       | Top Seed      |
| «TGIF (Dongwoo Solo)»                 | 2018 | —                       | —                       | Н/Д                       | Top Seed      |
| «Pray (Mattel's Sorrow)»              | 2018 | —                       | —                       | Н/Д                       | Top Seed      |
| «Why Me»                              | 2018 | —                       | —                       | Н/Д                       | Top Seed      |
| «Wind»                                | 2018 | —                       | —                       | Н/Д                       | Top Seed      |
| «I Hate»                              | 2018 | —                       | —                       | Н/Д                       | Top Seed      |
| «Reminisce (L Solo)»                  | 2018 | —                       | —                       | Н/Д                       | Top Seed      |
| «Love Song (Sungjong Solo)»           | 2018 | —                       | —                       | Н/Д                       | Top Seed      |
| «Begin Again»                         | 2018 | —                       | —                       | Н/Д                       | Top Seed      |

## Саундтреки
| Назва                             | Рік  | Пікові позиції у чартах | Пікові позиції у чартах | Продажі | Альбом                               |
| Назва                             | Рік  | KOR                     | KOR Hot                 | Продажі | Альбом                               |
| --------------------------------- | ---- | ----------------------- | ----------------------- | ------- | ------------------------------------ |
| «Always Open»                     | 2011 | —                       | —                       | Н/Д     | Welcome to Convenience Store OST     |
| «She's a Fantasy»                 | 2012 | 35                      | 48                      | Н/Д     | What is Mom OST                      |
| «Monster Time»                    | 2014 | —                       | —                       | Н/Д     | Telemonster OST                      |
| «Together (함께)»                 | 2014 | 27                      | —                       | Н/Д     | Grow: Infinite's Real Youth Life OST |
| «Beside Me (Lee Sung Jong Solo.)» | 2018 | —                       | —                       | Н/Д     | Mysterious Nurse OST                 |

## Відеоальбоми
| Назва                                       | Деталі альбому                                                                                                   | Пікові позиції у чартах | Пікові позиції у чартах |
| Назва                                       | Деталі альбому                                                                                                   | JPN                     | JPN                     |
| Назва                                       | Деталі альбому                                                                                                   | DVD                     | Blu-Ray                 |
| ------------------------------------------- | --- | ----------------------- | ----------------------- |
| You're My Oppa — Infinite                   | - Реліз: 3 серпня 2011 - Лейбл: Culture & Publishers Contest - Формат: DVD                                       | 87                      | —                       |
| Infinite Japan 1st Live Leaping Over        | - Реліз: 29 лютого 2012 - Лейбл: Culture & Publishers Contest, Universal Music Japan - Формат: DVD               | 13                      | —                       |
| Infinite Showcase The Mission               | - Реліз: 25 червня 2012 - Лейбл: Woollim Entertainment - Формат: DVD                                             | 17                      | —                       |
| Second Invasion — 1st Live Concert in Seoul | - Реліз: 1 серпня 2012 - Лейбл: Woollim Entertainment, Universal Music Japan - Формат: DVD                       | 8                       | —                       |
| Second Invasion — in Japan                  | - Реліз: 1 серпня 2012 - Лейбл: Universal Music Japan - Формат: DVD                                              | 7                       | —                       |
| Infinite Ranking King                       | - Реліз: 24 квітня 2013 - Лейбл: Culture Publishers - Формат: DVD                                                | 21                      | —                       |
| 2012 Infinite Concert «That Summer»         | - Реліз: 30 квітня 2013 - Лейбл: dnt Media, Universal Music Japan - Формат: DVD                                  | 5                       | —                       |
| Infinite Destiny in America                 | - Реліз: 22 жовтня 2013 - Лейбл: Woollim Entertainment, Universal Music Japan, Warner Music Taiwan - Формат: DVD | 7                       | —                       |
| Infinite 1st Arena Tour in Japan            | - Реліз: 30 жовтня 2013 - Лейбл: Universal Music Japan - Формат: DVD                                             | 6                       | —                       |
| Infinite 2014 Season Greetings              | - Реліз: 13 грудня 2013 - Лейбл: Woollim Entertainment, SM Culture and Contents, CJ E&M - Формат: DVD            | —                       | —                       |
| Dis is Infinite                             | - Реліз: 23 березня 2015 - Лейбл: Woollim Entertainment - Формат: DVD                                            | 21                      | —                       |
| One Great Step Returns                      | - Реліз: 23 березня 2015 - Лейбл: CJ E&M - Формат: DVD                                                           | —                       | —                       |
| 2014 Infinite Concert «That Summer 2»       | - Реліз: 13 травня 2015 - Лейбл: Woollim Entertainment - Формат: DVD, Blu-ray                                    | 15                      | 14                      |
| Grow: Infinite's Real Youth Life            | - Реліз: 19 серпня 2015 - Лейбл: Victor Entertainment - Формат: DVD, Blu-ray                                     | 21                      | 15                      |
| 2015 Infinite Japan Tour — Dilemma          | - Реліз: 9 вересня 2015 - Лейбл: Universal Music Japan - Формат: DVD, Blu-ray                                    | 2                       | 12                      |
| Infinite Effect Advance Live DVD and CD     | - Реліз: 10 листопада 2016 - Лейбл: Woolim Entertainment - Формат: CD+DVD                                        | —                       | —                       |
| Infinite Fanmeeting III                     | - Реліз: 9 серпня 2017 - Лейбл: Woolim Entertainment - Формат: CD+DVD                                            | —                       | —                       |

## Відеографія

### Музичне відео
| Назва                                           | Рік  | Інші версії             |
| ----------------------------------------------- | ---- | ----------------------- |
| «Come Back Again»                               | 2010 | - Dance Ver.            |
| «She's Back»                                    | 2010 |                         |
| «BTD (Before The Dawn)»                         | 2011 | - Dance Ver.            |
| «Nothing's Over»                                | 2011 |                         |
| «Be Mine»                                       | 2011 | - Dance Ver.            |
| «Paradise»                                      | 2011 |                         |
| «White Confession (Lately)»                     | 2011 |                         |
| «Cover Girl» (Live Ver.)                        | 2012 |                         |
| «Be Mine» (Japanese Ver.)                       | 2012 |                         |
| «The Chaser»'                                   | 2012 | - Dance Ver.            |
| «She's Back»' (Japanese Ver.)                   | 2012 |                         |
| «Man In Love»                                   | 2013 |                         |
| «Man In Love» (Japanese Ver.)                   | 2013 |                         |
| «Destiny» (Ver. B)                              | 2013 | - (Ver. A) - Dance Ver. |
| «Request»                                       | 2013 |                         |
| «Last Romeo»                                    | 2014 | - Original Ver.         |
| «Last Romeo» (Japanese Ver.)                    | 2014 |                         |
| «Back»                                          | 2014 | - Performance Ver.      |
| «Grow»                                          | 2014 |                         |
| «Dilemma» (Japanese Ver.)                       | 2014 |                         |
| «24 Hours» (Japanese Ver.)                      | 2015 |                         |
| «Tic Toc» (OGS Returns Live Ver.)               | 2015 |                         |
| «Bad»                                           | 2015 | - 360 VR                |
| «Can't Get Over you» (Japanese Ver.)            | 2015 |                         |
| «That Summer (Second Story)»                    | 2016 |                         |
| «D.N.A» (Japanese Ver.)                         | 2016 | - Dance Ver.            |
| «태풍 (The Eye)»                                | 2016 | - Choreography Ver      |
| «Up To You (Infinite Effect Advance Live Ver.)» | 2016 |                         |
| «Air (Japanese Ver.)»                           | 2017 |                         |
| «Tell Me»                                       | 2018 |                         |
| «Clock»                                         | 2019 |                         |
| «Clock» (Japanese Ver.)                         | 2019 |                         |

## Нотатки
1. ↑  Сингл «Begin» не потрапив у Gaon Digital Chart, але посів 79 місце у суміжному чарті завантажень[26].
2. ↑  Сингл «Synchronise» не потрапив у Gaon Digital Chart, але посів 40  місце у суміжному чарті завантажень[26].
3. ↑  Сингл «No More» не потрапив у Gaon Digital Chart, але посів 42 місце у суміжному чарті завантажень[26].
4. ↑  Сингл «TGIF (Dongwoo Solo)» не потрапив у Gaon Digital Chart, але посів 59 місце у суміжному чарті завантажень[26].
5. ↑  Сингл «Pray (Mattel's Sorrow)» не потрапив у Gaon Digital Chart, але посів 42 місце у суміжному чарті завантажень[26].
6. ↑  Сингл «Why Me» не потрапив у Gaon Digital Chart, але посів 36 місце у суміжному чарті завантажень[26].
7. ↑  Сингл «Wind» не потрапив у Gaon Digital Chart, але посів 47 місце у суміжному чарті завантажень[26].
8. ↑  Сингл «I Hate» не потрапив у Gaon Digital Chart, але посів 56 місце у суміжному чарті завантажень[26].
9. ↑  Сингл «Reminisce (L Solo)» не потрапив у Gaon Digital Chart, але посів 65 місце у суміжному чарті завантажень[26].
10. ↑  Сингл «Love Song (Sungjong Solo)» не потрапив Gaon Digital Chart, але посів 68 місце у суміжному чарті завантажень[26].
11. ↑  Сингл «Begin Again» не потрапив у Gaon Digital Chart, але посів 54 місце у суміжному чарті завантажень[26].